# POL-MOT Holding
La firma POL-MOT/Pol-Mot Holding S.A. Es una compañía del tipo holding empresarial, que opera principalmente en el sector de la automoción (producción y de importación vehículos y la producción de maquinaria agrícola), fundada en 1968 y privatizada en 1996, tras el fin de la era comunista en Polonia. Su actual presidente es Andrzej Zarajczyk.

## Historia
La firma POL-MOT fue establecida en 1968 como una compañía de comercio internacional, luego "Pol-Mot" sería parte de la unión Polmo. Durante su existencia en el tiempo comunista, era la encargada de las exportaciones de los productos de y para el automóvil de las fábricas polacas, así como de la importación de camiones, coches y otros vehículos especializados. Entre los años 1990 a 1996 será privatizada, y se transformaría en una sociedad anónima, y luego en un holding de empresas de varios ramos.

## Estructura
El grupo Pol-Mot Holding S.A. está formado por varias empresas que operan en los siguientes sectores de la economía:
- Industria de la automoción
- Vehículos agrícloas y de transporte
- Fabricación, mantenimiento y comercialización de tractores y maquinaria agrícola
- Fabricación, mantenimiento y comercialización de maquinaria para la construcción
- Fabricación, mantenimiento y comercialización de maquinaria para la industria de las energías renovables *Corretaje y aseguramiento inmobiliario
- Industria química farmacéutica y de insumos hospitalarios.